# 海軍指揮幕僚監部
海軍指揮幕僚監部（かいぐんしきばくりょうかんぶ、ドイツ語：Führungsstab der Marine、略称：Fü M）は、かつてドイツ連邦国防省の下で組織されていたドイツ連邦軍の五大指揮幕僚監部の一つで、ドイツ連邦海軍における最高幕僚機関であった。

## 概要
海軍指揮幕僚監部は1955年11月に創設され、ノルトライン＝ヴェストファーレン州ボンに所在する。総監部は軍人120名と文民職員で構成される。
海軍指揮幕僚監部は海軍総監が最高幹部を務める。最高幹部たる総監には海軍中将があてられ連邦国防大臣を補佐する。副総監(兼海軍指揮幕僚監部幕僚長)には海軍少将の階級があてられている。全軍指揮幕僚監部と連邦軍総監の下で連邦軍全体の構想の実現と発展に寄与すべく海軍の各種活動を統制する。
総監部は海軍の最高機関として機能し、総監部の幕僚は人員・資器材を準備し海軍の作戦即応性を確保する。これを実現するため総監部の直下には以下のように2つの組織が置かれる。
- 艦隊司令部
- 海軍局

上記のように現在のドイツ連邦海軍の組織は大きく二大系統に分かれている。さらに、総監部は海軍総監および連邦国防大臣が執務不能の際にこれを支援する。

## 歴史
前身組織は1950年9月17日にボンで発足したブランク機関の一部門として設立される。この機関の中に海軍中佐のカール＝アドルフ・ツェンカーが主導する海軍の原初となる部門（第二部）が存在していた。1952年には元海軍大佐のハインリヒ・ゲルラッハ（de:Heinrich Gerlach (Admiral)）がこれに加入する。この頃、ブランク機関の軍事部門は更に成長を遂げていた。1954年に第二部は第二部軍事計画（II/Pl Militärische Planung）に基づき第二部海軍グループ（Gruppe Marine II/Pl/M）に改組され、これにより旧海軍の重要な機能を継承した士官が編入された。
1955年6月7日にブランク機関は連邦国防省に改編され、海軍グループは第二部第七副部（Unterabteilung II/7）になる。この副部は翌月に更に増加し第七部（Abteilung VII）に改称する。海軍指揮幕僚監部の直接の前身組織として第7部は4つの副部（課）で構成され海軍総監の下に置かれた。1957年6月1日に4部門制を維持しつつ組織改編される。翌年には部門数と役職が数回にわたり変更された。1971年に連邦軍全体で共通した指揮幕僚機構の組織構造が導入され、7部門制となる。1990年代中頃までこの体制が維持される。

## 内部組織
海軍指揮幕僚監部は3つの幕僚部と15の課で構成される。この他に人事業務（Fü M/Pers）と中枢業務（Fü M/Z）を担当する課は総監の直轄系統下にある。部長には海軍准将が、課長には海軍大佐があてられる。
- 第1海軍幕僚部（Fü M I、人事・教育・組織）
  - 第1課（Fü M I 1、人事要求原則・内部統御・国際業務）
  - 第2課（Fü M I 2、人員計画・人員需要・人員予算・後継者向け広報）
  - 第3課（Fü M I 3、組織原則・配備）
  - 第4課（Fü M I 4、海軍組織・戦力および装備証明）
  - 第5課（Fü M I 5、教育）

- 第2海軍幕僚部（Fü M II、計画・戦力運用・兵站）
  - 第1課（Fü M II 1、戦力装備原則・権能統合化能力分析部会・国際軍協力・部局横断任務）
  - 第2課（Fü M II 2、後方支援原則業務および構造・多国籍後方支援・後方支援特別任務）
  - 第3課（Fü M II 3、装備・水中兵器体系）
  - 第4課（Fü M II 4、海軍指揮運用業務・海軍電子情報通信技術・海軍情報処理（空軍と調整）・陸軍の資器材うち防御資材）
  - 第5課（Fü M II 5、予算計画および執行・資器材供給）

- 第3海軍幕僚部（Fü M III、指導・構想・運用原則）
  - 第1課（Fü M III 1、構想および計画障害・国際協力）
  - 第2課（Fü M III 2、作戦原則業務）
  - 第3課（Fü M III 3、基礎作戦計画および指揮運用・連邦国防省指揮幕僚監部付き）
  - 第4課（Fü M III 4、連邦軍計画・原則計画・統制計画）
  - 第5課（Fü M III 5、海軍指揮）

## 主要幕僚
総監についてはドイツ連邦軍海軍総監を参照。
| 代 | 氏名                                                                | 着任          | 離任          |
| -- | ------------------------------------------------------------------- | ------------- | ------------- |
| 1  | ゲルハルト・ワーグナー海軍准将 de:Gerhard Wagner (Admiral)          | 1957年6月     | 1961年5月     |
| 2  | アルフレート・シューマン海軍准将 de:Alfred Schumann                 | 1961年6月     | 1963年3月     |
| 3  | カール・ヘルツ海軍少将 de:Karl Hetz (Admiral)                       | 1964年4月     | 1966年9月     |
| 4  | エーリヒ・トップ海軍少将 Erich Topp                                 | 1966年10月    | 1969年9月     |
| 5  | ハインツ・クーンレ海軍少将 de:Heinz Kühnle                          | 1969年10月    | 1971年9月     |
| 6  | ホルスト・フォン・シュレーター海軍少将 Horst von Schroeter          | 1971年10月    | 1976年9月     |
| 7  | アンスガール・ビートゲ海軍少将 de:Ansgar Bethge                     | 1976年10月    | 1980年3月     |
| 8  | ハンスヘルマン・ヴォーズ海軍少将 Hanshermann Vohs                   | 1980年4月     | 1984年3月     |
| 9  | ディーター・ヴェラースホフ海軍少将 Dieter Wellershoff               | 1984年4月     | 1985年3月     |
| 10 | ハイン＝ペーター・ヴェイヘル海軍少将 de:Hein-Peter Weyher           | 1985年4月     | 1988年3月     |
| 11 | ディーター・フランツ・ブラウン海軍少将 Dieter Franz Braun           | 1988年4月     | 1991年9月     |
| 12 | ハンス＝ルドルフ・ベーマー海軍少将 de:Hans-Rudolf Boehmer           | 1991年10月    | 1994年3月     |
| 13 | ディルク・ホルテン海軍少将 de:Dirk Horten                           | 1994年4月     | 1995年4月     |
| 14 | クラウス・ヤーンケ海軍少将 Klaus Jancke                             | 1995年4月     | 1997年3月     |
| 15 | ベルント・ハイゼ海軍少将 de:Bernd Heise                             | 1997年4月     | 2000年9月     |
| 16 | ヨルク・アウアー海軍少将 Jörg Auer                                  | 2000年10月    | 2004年        |
| 17 | アクセル・シェンプフ海軍少将 de:Axel Schimpf                        | 2004年        | 2008年1月     |
| 18 | ハンス＝ヨッヘン・ヴィットハウアー海軍少将 de:Hans-Jochen Witthauer | 2008年1月     | 2009年5月29日 |
| 19 | ハインリヒ・ランゲ海軍少将 de:Heinrich Lange (Admiral)              | 2009年5月29日 |               |